# Municipio de San Agustín Metzquititlán
El municipio de San Agustín Metzquititlán es uno de los ochenta y cuatro municipios que conforman el estado de Hidalgo, México. La cabecera municipal y localidad más poblada es Metzquititlán.
El municipio se localiza al centro del territorio hidalguense entre los paralelos 20°25′ y 20°38′ de latitud norte; los meridianos 98°30′ y 98°43′ de longitud oeste; con una altitud entre 900 y 2300 m s. n. m. Este municipio cuenta con una superficie de 245.71 km², y representa el 1.18 % de la superficie del estado; dentro de la región geográfica denominada como Sierra Baja.
Colinda al norte con el municipio de Zacualtipán de Ángeles; al este con el municipio de Zacualtipán de Ángeles y el municipio de Huayacocotla en el estado de Veracruz de Ignacio de la Llave; al sur con el municipio de Atotonilco el Grande; al oeste con los municipios de Metztitlán y Zacualtipán de Ángeles.

## Toponimia
Del náhuatl Metzquitli ‘mezquite’ y tlan ‘lugar’ por lo que su significado sería: ‘Lugar de mezquites’. El nombre de "San Agustín" se le puso en honor a Agustín de Hipona, santo de la Iglesia católica.

## Geografía

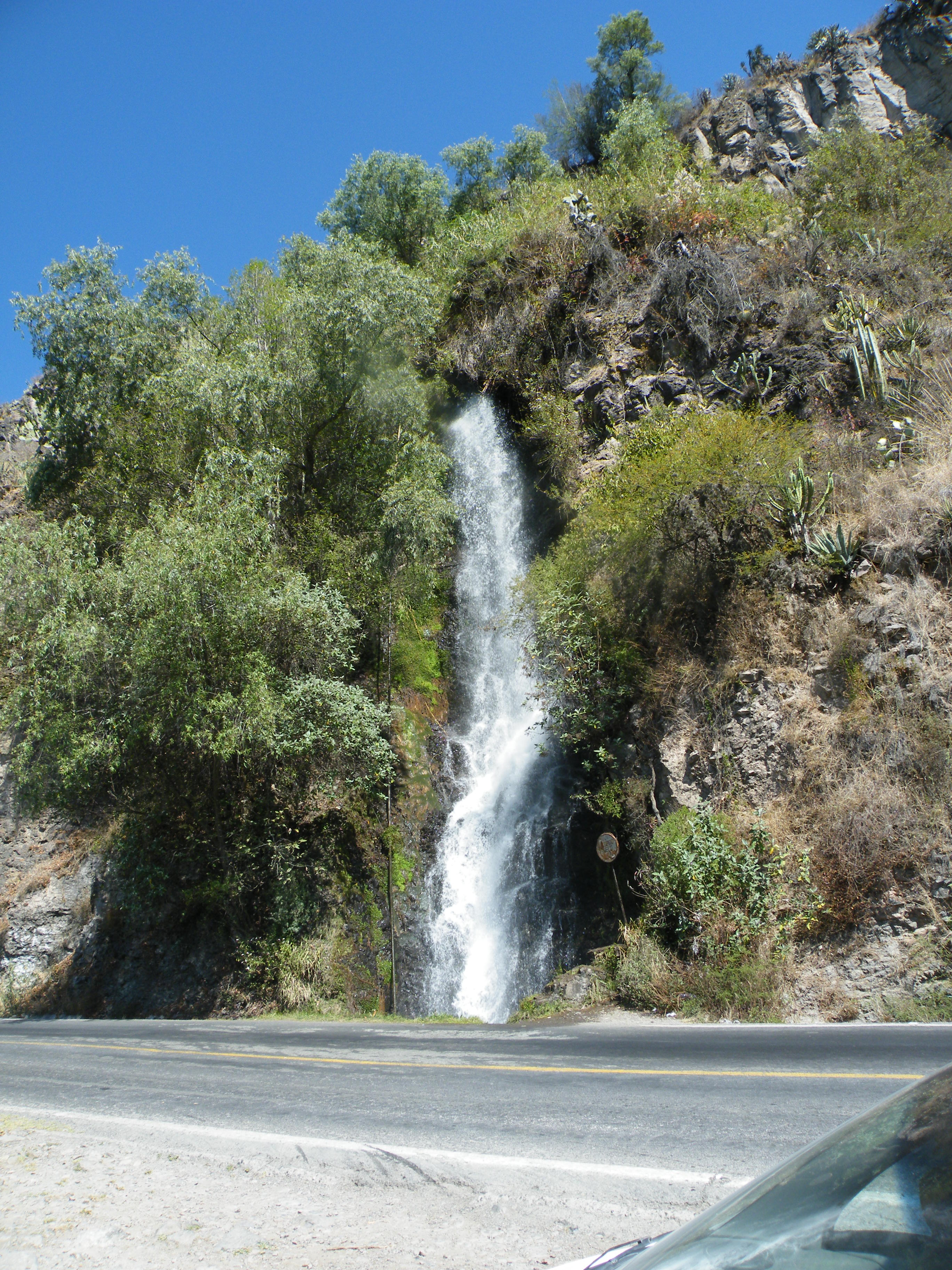
Cascada en el municipio.

### Relieve e hidrográfica
En cuanto a fisiografía se encuentra dentro de las provincias de Eje Neovolcánico (4.0%) y Sierra Madre Oriental (96.0%); dentro de la subprovincias de Sierras y Llanuras de Querétaro e Hidalgo (4.0%), y Carso Huasteco (96.0%). Su territorio es sierra (68.0%), meseta (29.0%) y cañón (3.0%).
En cuanto a su geología corresponde al periodo neógeno (78%), cretácico (7.27%), jurásico (6.0%), triásico (4.0%) y cuaternario (4.0%). Con rocas tipo ígnea extrusiva: basalto (58.5%) y toba ácida (19.0%); sedimentaria: lutita-arenisca (6.0%), caliza (4.5%), arenisca-conglomerado (4.0%) y caliza–lutita (3.27%); suelo: aluvial (4.0%). En cuanto a edafología el suelo dominante es leptosol (26.0%), phaeozem (24.0%), vertisol (18.0%), acrisol (10.27%), luvisol (10.0%), regosol (5.0%), fluvisol (4.0%), cambisol (1.0%) y kastañozem (1.0%).
En lo que respecta a la hidrología se encuentra posicionado en la región hidrológica del Pánuco; en las cuencas del río Moctezuma ; dentro de las subcuencas de río Metztitlán (80.0%) y río Calabozo (20.0%). Dentro de este municipio podemos localizar al río Santiago, que pasa por las orillas de la población y desemboca en la laguna de Metztitlán. De esta forma, podemos encontrar también el río La Cañada, el arroyo El Cepillo y la presa Arroyo Zarco por mencionar algunos.

### Clima
El territorio municipal se encuentran los siguientes climas con su respectivo porcentaje: Semiseco templado (32.0%), seco semicálido (26.0%), templado subhúmedo con lluvias en verano, de menor humedad (15.0%), templado húmedo con abundantes lluvias en verano (13.0%), templado subhúmedo con lluvias en verano, de mayor humedad (9.0%), templado húmedo con lluvias todo el año (4.0%) y semicálido húmedo con lluvias todo el año (1.0%).
Presenta una temperatura entre los 11.7 °C y los 23.7 °C, teniendo la máxima en verano, con 35 °C y la mínima en invierno, de hasta 5 °C; asimismo, presenta una precipitación pluvial de 497 mm por año.

### Ecología
En cuanto a flora esta en su mayoría compuesta por matorrales inermes y espinosos como lo son la lechuguilla, peistón, guapilla, así como el sauce, nopal, palma, etc. Dentro de los árboles podemos encontrar al ocote rojo, encino, encino negro y sauce. En cuanto a fauna se puede observar camaleón, conejo, ardilla, águila, halcón y zorrillo, así también variedades de aves cantoras, como lo son el cenzontle, gorrión, jilguero y calandria.
Parte de este municipio pertenece a la Barranca de Metztitlán, decretada como  Reserva de la Biósfera el 27 de noviembre de 2000 con una superficie de 96 042.90 ha; esta área también comprende los municipios de Acatlán, Atotonilco el Grande, Eloxochitlán, Huasca de Ocampo, Metztitlán, Metepec  y Zacualtipán de Ángeles.

## Demografía

### Población
De acuerdo a los resultados que presentó el Censo Población y Vivienda 2020 del INEGI, el municipio cuenta con un total de 9449 habitantes, siendo 4582 hombres y 4867 mujeres. Tiene una densidad de 38.5 hab/km², la mitad de la población tiene 34 años o menos, existen 94 hombres por cada 100 mujeres.
El porcentaje de población que habla lengua indígena es de 0.48 %, y el porcentaje de población que se considera afromexicana o afrodescendiente es de 0.78 %. Tiene una Tasa de alfabetización de 99.3 % en la población de 15 a 24 años, de 93.2 % en la población de 25 años y más. El porcentaje de población según nivel de escolaridad, es de 4.8 % sin escolaridad, el 67.1 % con educación básica, el 18.0 % con educación media superior, el 9.9 % con educación superior, y 0.1 % no especificado.
El porcentaje de población afiliada a servicios de salud es de 67.5 %. El 13.6 % se encuentra afiliada al IMSS, el 78.8 % al INSABI, el 7.2 % al ISSSTE, 0.7 % IMSS Bienestar, 0.1 % a las dependencias de salud de PEMEX, Defensa o Marina, 0.9 % a una institución privada, y el 0.3 % a otra institución. El porcentaje de población con alguna discapacidad es de 6.5 %. El porcentaje de población según situación conyugal, el 34.8 % se encuentra casada, el 32.1 % soltera, el 21.8 % en unión libre, el 4.5 % separada, el 0.4 % divorciada, el 6.3 % viuda.
Para 2020, el total de viviendas particulares habitadas es de 2834 viviendas, representa el 0.3 % del total estatal. Con un promedio de ocupantes por vivienda 3.2 personas. Predominan las viviendas con tabique y block. En el municipio para el año 2020, el servicio de energía eléctrica abarca una cobertura del 98.4 %; el servicio de agua entubada un 60.7 %; el servicio de drenaje cubre un 90.2 %; y el servicio sanitario un 96.5 %.

### Localidades

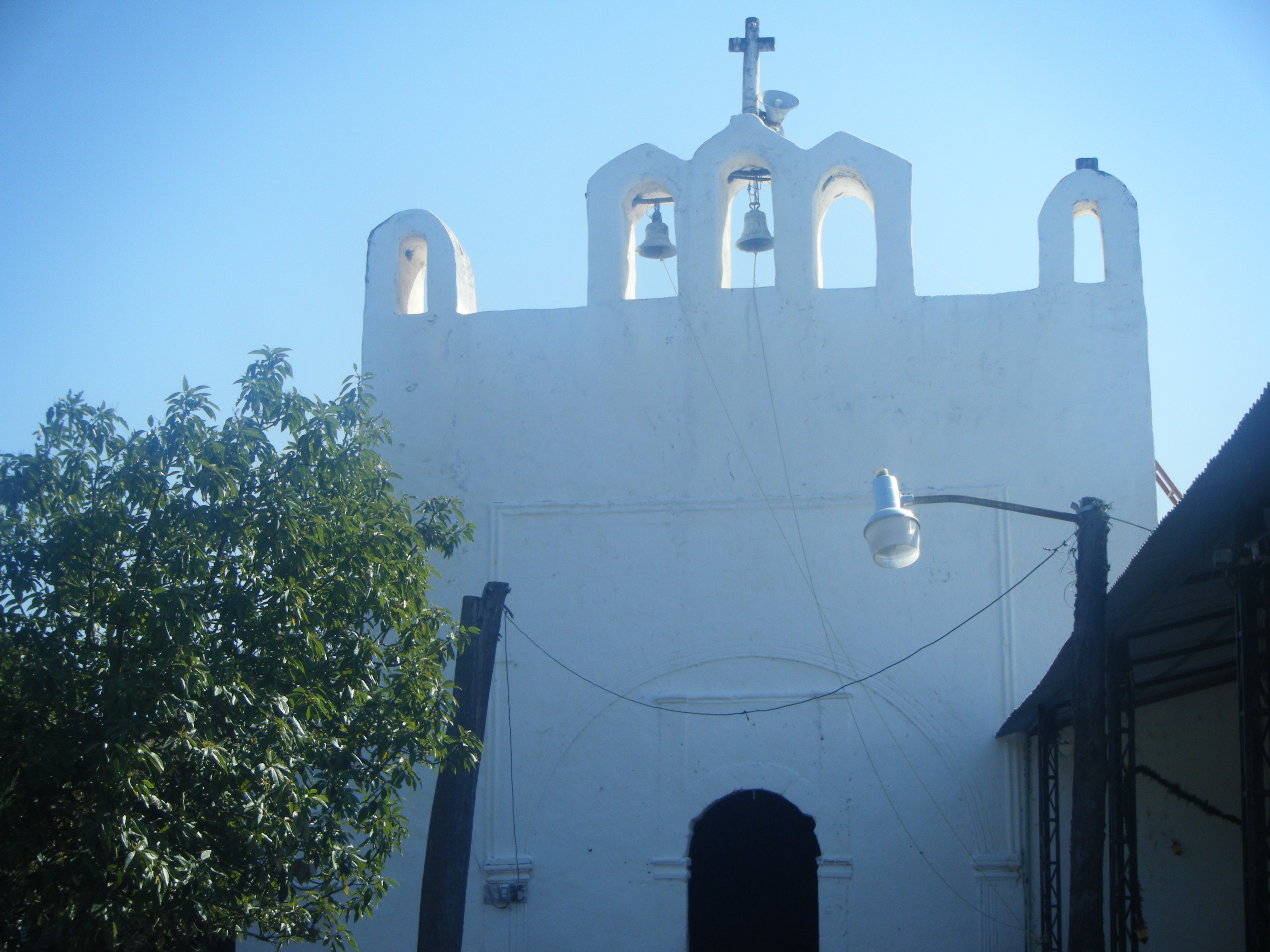
Capilla de Santa María Xoxoteco en Xoxoteco.

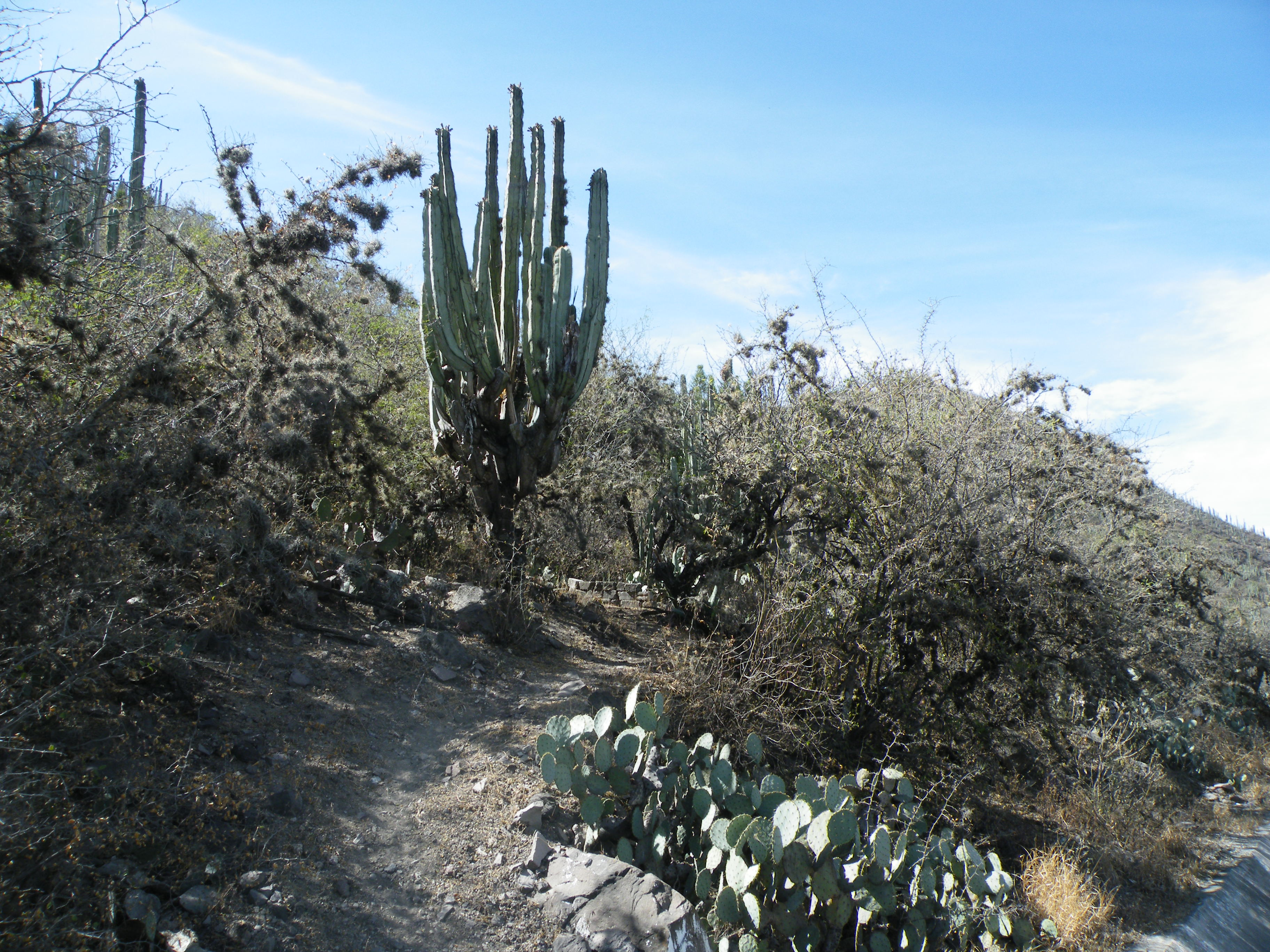
Río Venados.

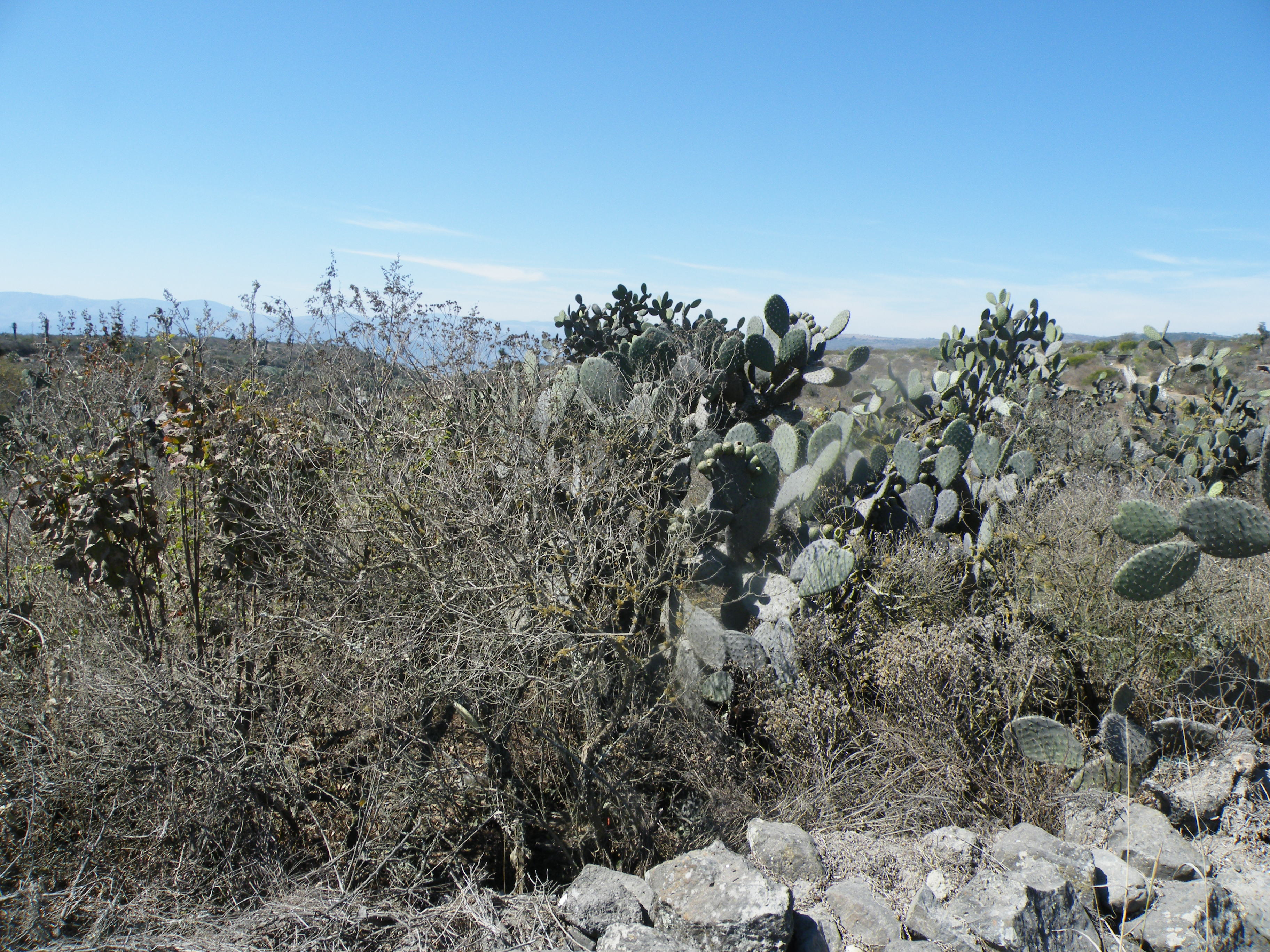
Yerba Buena.

Para el año 2020, de acuerdo al Catálogo de Localidades, el municipio cuenta con 48 localidades.
| Código INEGI | Localidad                 | Población (2020) | Porcentaje (%) | Ámbito Población | Categoría Población |
| ------------ | ------------------------- | ---------------- | -------------- | ---------------- | ------------------- |
| 130360001    | Metzquititlán             | 1788             | 18.92          | Urbano           | Cabecera municipal  |
| 130360006    | Carpinteros               | 1476             | 15.62          | Rural            | Comunidad           |
| 130360015    | Tuzanapa                  | 838              | 8.87           | Rural            | Comunidad           |
| 130360018    | Santa María Xoxoteco      | 677              | 7.16           | Rural            | Comunidad           |
| 130360005    | San Nicolás Atecoxco      | 617              | 6.53           | Rural            | Comunidad           |
| 130360011    | Milpillas                 | 400              | 4.23           | Rural            | Ranchería           |
| 130360037    | San Francisco             | 387              | 4.10           | Rural            | Ranchería           |
| 130360019    | Yerbabuena                | 355              | 3.76           | Rural            | Ranchería           |
| 130360020    | Zahuastipán               | 315              | 3.33           | Rural            | Ranchería           |
| 130360008    | Cieneguillas              | 214              | 2.26           | Rural            | Ranchería           |
| 130360028    | El Enzuelado              | 195              | 2.06           | Rural            | Ranchería           |
| 130360032    | Rancho Alegre             | 157              | 1.66           | Rural            | Ranchería           |
| 130360003    | Los Álamos                | 155              | 1.64           | Rural            | Ranchería           |
| 130360048    | La Capilla                | 144              | 1.52           | Rural            | Ranchería           |
| 130360016    | El Veladero               | 135              | 1.43           | Rural            | Ranchería           |
| 130360004    | Arroyo Hondo              | 132              | 1.40           | Rural            | Ranchería           |
| 130360027    | La Cañada                 | 124              | 1.31           | Rural            | Ranchería           |
| 130360009    | Chichinapa                | 120              | 1.27           | Rural            | Ranchería           |
| 130360002    | Agua Bendita              | 115              | 1.22           | Rural            | Ranchería           |
| 130360023    | Apartadero                | 102              | 1.08           | Rural            | Ranchería           |
| 130360025    | Barrio Nuevo              | 102              | 1.08           | Rural            | Ranchería           |
| 130360013    | La Peña                   | 83               | 0.88           | Rural            | Ranchería           |
| 130360034    | San Miguel                | 80               | 0.85           | Rural            | Ranchería           |
| 130360010    | El Durazno                | 74               | 0.78           | Rural            | Ranchería           |
| 130360050    | La Cañada de Agua Bendita | 66               | 0.70           | Rural            | Ranchería           |
| 130360049    | El Reparo                 | 64               | 0.68           | Rural            | Ranchería           |
| 130360007    | Carrizal Chico            | 60               | 0.63           | Rural            | Ranchería           |
| 130360040    | Las Canoas                | 58               | 0.61           | Rural            | Ranchería           |
| 130360030    | Llano de las Palmas       | 50               | 0.53           | Rural            | Ranchería           |
| 130360045    | El Terrero                | 47               | 0.50           | Rural            | Ranchería           |
| 130360014    | San Juan Cuahutengo       | 47               | 0.50           | Rural            | Ranchería           |
| 130360046    | Tlachiquil                | 45               | 0.48           | Rural            | Ranchería           |
| 130360029    | Loma la Pareja            | 40               | 0.42           | Rural            | Ranchería           |
| 130360042    | Las Cañaditas             | 32               | 0.34           | Rural            | Ranchería           |
| 130360043    | Iglesia Vieja             | 25               | 0.26           | Rural            | Ranchería           |
| 130360017    | Venados                   | 22               | 0.23           | Rural            | Ranchería           |
| 130360051    | Buena Vista               | 17               | 0.18           | Rural            | Ranchería           |
| 130360012    | Ocuilcalco                | 17               | 0.18           | Rural            | Ranchería           |
| 130360044    | Tecorral (Tecorral Chico) | 15               | 0.16           | Rural            | Ranchería           |
| 130360022    | La Almarciguera           | 14               | 0.15           | Rural            | Ranchería           |
| 130360038    | El Durazno                | 11               | 0.12           | Rural            | Ranchería           |
| 130360035    | Tepetates                 | 11               | 0.12           | Rural            | Ranchería           |
| 130360024    | El Banco                  | 8                | 0.08           | Rural            | Ranchería           |
| 130360021    | El Tular                  | 6                | 0.06           | Rural            | Ranchería           |
| 130360047    | Axoloco                   | 4                | 0.04           | Rural            | Ranchería           |
| 130360026    | La Camelia                | 2                | 0.02           | Rural            | Ranchería           |
| 130360031    | Peñas Coloradas           | 2                | 0.02           | Rural            | Ranchería           |
| 130360041    | La Cantera                | 1                | 0.01           | Rural            | Ranchería           |

## Política
Se erigió municipio el 15 de febrero de 1826. El Honorable Ayuntamiento está compuesto por: un presidente municipal, un síndico, nueve regidores (cinco de mayoría relativa y cuatro de representación proporcional), y treinta y un delegados y subdelegados. De acuerdo al Instituto Nacional electoral (INE) el municipio está integrado por catorce secciones electorales, de la 0994 a la 1007.
Para la elección de diputados federales a la Cámara de Diputados de México y diputados locales al Congreso de Hidalgo, se encuentra integrado al III Distrito Electoral Federal de Hidalgo y al VIII Distrito Electoral Local de Hidalgo. A nivel estatal administrativo pertenece a la Macrorregión IV y a la Microrregión XX, además de a la Región Operativa VI Zacualtipán.

### Cronología de presidentes municipales

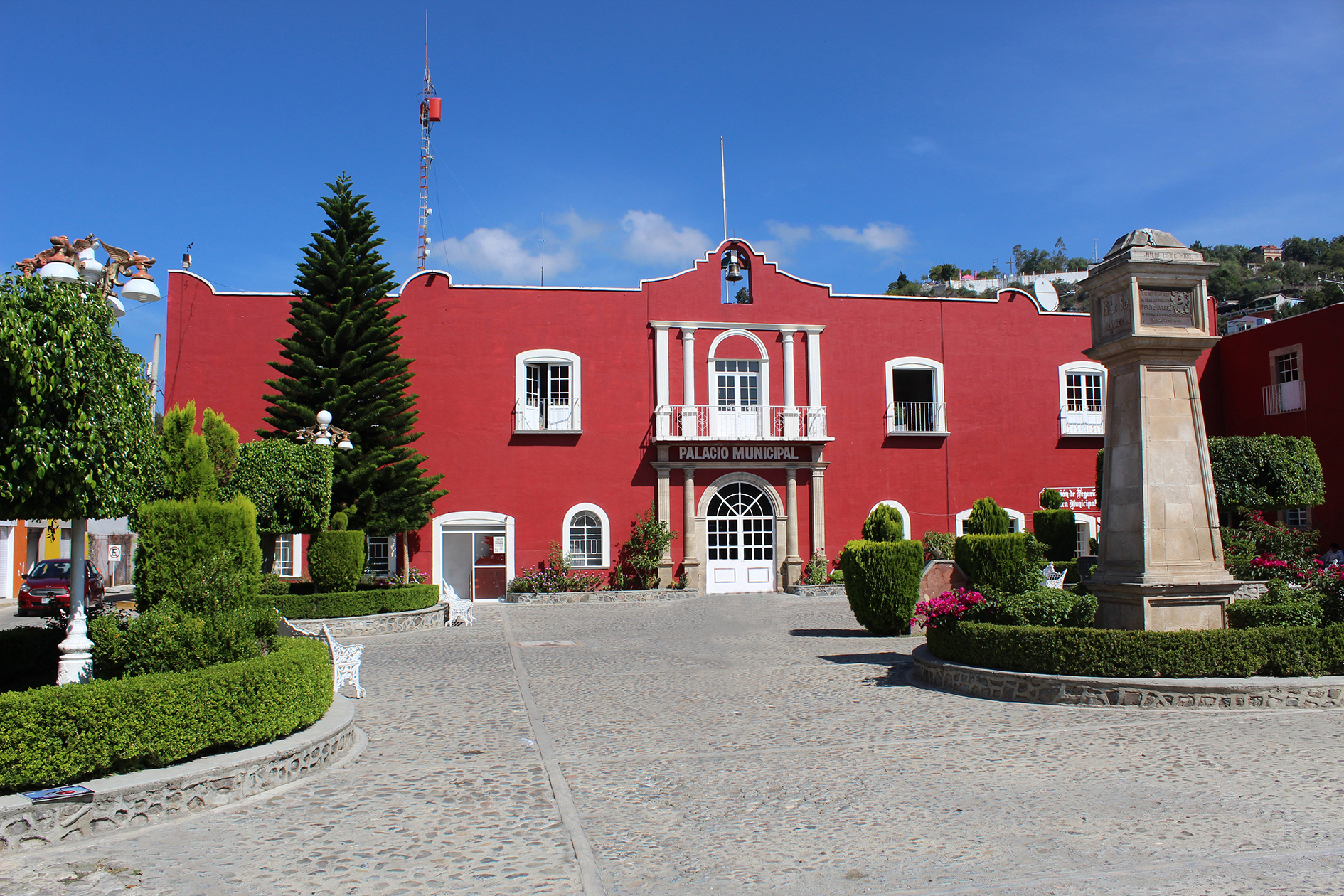
Palacio municipal de San Agustín Metzquititlán.

| Periodo                  | Nombre                             | Afiliación política        |
| ------------------------ | ---------------------------------- | -------------------------- |
| 1958-1961                | Heliodoro Gómez Larios             | -                          |
| 1961-1964                | Manuel Razo López                  | -                          |
| 1964-1967                | Ángel Zerón López                  | -                          |
| 1967-1969                | Francisco Razo López               | -                          |
| 1970-1971                | Elías Ramírez Ordaz                | -                          |
| 1971-1973                | Hermelindo Ramírez Monroy          | -                          |
| 1973-1976                | Jesús Oliverio Ramírez Moreno      | -                          |
| 1976-1979                | Eulalio Ortega Olivares            | -                          |
| 1979-1982                | Elías Elesban Ordaz Vargas         | -                          |
| 1982-1985                | Germán Hernández Pérez             | -                          |
| 1985-1988                | Cirilo Gómez López                 | -                          |
| 1988-1991                | Edgar Salvador Hernández Ángeles   | -                          |
| 1991-1994                | Juan Heliodoro Gómez Olivares      | -                          |
| 16/01/1994 al 15/01/1997 | Jesús Gerardo Cortés Villeda       | PRI                        |
| 16/01/1997 al 15/01/2000 | María Guadalupe Olivares Hernández | PRI                        |
| 16/01/2000 al 15/01/2003 | César Benítez Nochebuena           | PAN                        |
| 16/01/2003 al 15/01/2006 | Pedro Melesio Olivares Arellano    | PRI- PVEM                  |
| 16/01/2006 al 15/01/2009 | José María Ordaz Pérez             | PAN                        |
| 16/01/2009 al 15/01/2012 | Roberto Ortega Téllez              | PAN                        |
| 16/01/2012 al 04/09/2016 | Pedro Melesio Olivares Arellano    | PRI                        |
| 05/09/2016 al 04/09/2020 | Aleida Ordaz Vargas                | Un Hidalgo con Rumbo       |
| 05/09/2020 al 14/12/2020 | Germán Hernández Pérez             | Concejo Municipal Interino |
| 15/12/2020 al 04/09/2024 | Manuel Téllez Romero               | PRI                        |
| 05/09/2024 al 04/09/2027 | Germán Hernández Pérez             | Morena                     |

## Economía
En 2015 el municipio presenta un IDH de 0.708 Alto, por lo que ocupa el lugar 40.º a nivel estatal; y en 2005 presentó un PIB de $325,948,318.00 pesos mexicanos, y un PIB per cápita de $38,087.00 (precios corrientes de 2005).
De acuerdo con el Consejo Nacional de Evaluación de la Política de Desarrollo Social (Coneval), el municipio registra un Índice de Marginación Medio. El 45.8% de la población se encuentra en pobreza moderada y 10.4% se encuentra en pobreza extrema. En 2015, el municipio ocupó el lugar 41 de 84 municipios en la escala estatal de rezago social.
A datos de 2015, en materia de agricultura teniendo como cultivos principales; el maíz, con un total de 1461 ha, de las cuales 387 son de riego y 1094 de temporal; otros cultivos que se presentan son la calabacita, con 37 hectáreas, chile verde con 18, el fríjol con 398 hectáreas, y alfalfa verde con 25 hectáreas. En ganadería encontramos; en lo que a cabezas se refiere un total de 62 470, siendo la mayoría de aves, con 44 000, seguido del ganado ovino con 6500 cabezas, el caprino con 5400, porcino, presentando 1450 cabezas, guajolotes con 2050, bovino con 3020 y colmenas, siendo estas 50. En silvicultura encontramos un volumen de 6824.7 m³ , de las cuales presentan a las coníferas como el pino con 5011.8 m³ y oyamel con 122 m³; dentro de las latifoliadas; encontramos al encino, con 1784 m³.
Para 2015 existen 168 unidades económicas, que generaban empleos para 397 personas. En lo que respecta al comercio, se cuenta con cinco tianguis, catorce tiendas Diconsa, y cuatro tiendas Liconsa. De acuerdo con cifras al año 2015 presentadas en los Censos Económicos por el INEGI, la Población Económicamente Activa (PEA) del municipio asciende a 3191 de las cuales 2981 se encuentran ocupadas y 210 se encuentran desocupadas. El 32.24% pertenece al sector primario, el 25.16% pertenece al sector secundario, el 41.73% pertenece al sector terciario y 0.87% no especificaron.